# Daniela di Giacomo
Daniela Anette di Giacomo di Giovanni (Caracas, 15 de mayo de 1985) es una reina de belleza, comunicadora social, locutora, presentadora de televisión, modelo, actriz de doblaje y nadadora venezolana; quien obtuvo los títulos de Miss Venezuela Internacional 2005 y Miss Internacional 2006. Daniela también ha hecho el doblaje al español de varias ediciones del certamen Miss Universo también una consultora de imagen internacional.

## Vida y carrera

### Primeros años
Di Giacomo nació en Caracas, Venezuela, siendo la segunda hija de una familia de inmigrantes italianos de dos hermanos, Linn y Luca Di Giacomo. Daniela fue nadadora federada durante varios años, representando a Venezuela en competencias internacionales. Paralelamente a ello, desarrolló una carrera como modelo en las pasarelas más importantes a nivel internacional, en capitales del mundo.
Su carrera de modelo comenzó a la edad de diecisiete años, ello tras graduarse de Bachiller en Ciencias en el Colegio Santiago de León de Caracas. Di Giacomo estudió en la Universidad Monteávila en Caracas, en donde obtuvo el título de Licenciada en Ciencias de la Comunicación e Información.
Además de su español nativo, Daniela habla inglés e italiano.

### Concursos de belleza

#### Miss Venezuela 2005
Daniela ingresó en el mundo de los concursos de belleza, directamente al postularse en el Miss Venezuela 2004. No obstante, abandona dichos planes por no sentirse lo suficientemente preparada para llevar a cabo dicha empresa.
Finalmente, concreta su participación al año siguiente; es así como oficialmente ingresa en las filas del Miss Venezuela 2005. Di Giacomo representó al estado Barinas. Al final del evento, el 15 de septiembre de 2005 fue coronada por su antecesora, Andrea Gómez, como Miss Internacional Venezuela 2005, ello al obtener el tercer lugar. El concurso lo ganaría, la sucrense, Jictzad Viña.

#### Miss Internacional 2006
Antes de ganar el Miss Internacional 2006, Di Giacomo también compitió en el Miss World Coffee en Guatemala, donde ganó el título de Miss Fotogénica. Sin embargo, el concurso al final no se llevó a cabo por problemas de la organización del certamen.
Su victoria en la cuadragésima sexta edición de Miss Internacional, llevada a cabo el 11 de noviembre de 2006 en Pekín, China, le dio a Venezuela, su quinto título en la historia del concurso, haciéndole el país con más coronas hasta la fecha. Daniela recibió una nueva corona cristalina, en vez de la tradicional corona de perlas (ésta se utilizó únicamente en esta edición). También recibió un cheque de ¥3.000.000, un kimono típico de seda bordado, una tiara Maki con 637 diamantes y un trofeo de cerámica azul del kutani de Yasokichi Tokuda III, entre muchos otros premios de los patrocinantes del concurso.

### Televisión
Entre sus primeros trabajos, se destacó su participación como narradora y productora de noticias del mundo del espectáculo en Venevisión, bajo el programa Estrenos y estrellas, y como animadora del programa de concursos de producción nacional independiente, Ahora venimos con todo, transmitido por la misma cadena de televisión.
Ha tenido varias participaciones tanto en programas de radio, televisión como La Bomba de Televen, ¡Sálvese Quien Puedaǃ de Venevisión; y en el cine con películas como Puras joyitas.
Luego de graduarse, Daniela comenzó a trabajar para el canal de televisión venezolano, Televen, como animadora de noticias de farándula todos los mediodías en el programa Lo Actual, junto con la también modelo y exmiss venezolana Pamela Djalil. Al mismo tiempo fue contratada por el canal Fashion TV, hoy conocido como Glitz, cadena perteneciente al Grupo Turner, para formar parte de la imagen y narración de la señal en Venezuela y otros países de Latinoamérica. Allí realizó el rol de conductora en el programa magazine semanal Style Report y FTV Mag Venezuela en Soi TV.
En 2010, Di Giacomo fue contratada una vez más por la cadena Turner para ser la presentadora de Miss Universo para toda Latinoamérica. La cadena quedó tan satisfecha de su trabajo que decidieron prolongarle el contrato 4 años más, hasta el 2015. En la edición de Miss Universo que se llevó a cabo en Filipinas en el 2017, Daniela fue elegida de nuevo como comentarista.
En 2011, Di Giacomo se muda a la ciudad de Miami, buscando nuevos mercados. Estudió nuevamente inglés, acento neutro junto con la reconocida actriz venezolana Adela Romero. E igualmente ha iniciado clases de actuación, con mira en nuevos proyectos. Durante ese mismo tiempo, Daniela obtuvo su certificación como consultora de imagen en la Sterling Academy, resultando ser una de las estudiantes más prometedoras y comenzando así una gran carrera de éxitos.
Tiene su propio canal de YouTube donde coloca videos de reviews  y su propio programas de entrevistas.
Durante varios años, fue presentadora de Yahoo Noticias en español, puesto que le llevó a ser la favorita de los lectores de Yahoo.
Entre 2014 y 2019, trabajó para el canal ¡Holaǃ TV en el programa Hola Cinema.

## Trayectoria
| Año              | Título                                      | Rol/Personaje                                       | Canal                    |           |
| ---------------- | ------------------------------------------- | --------------------------------------------------- | ------------------------ | --------- |
| 2022             | Vestido de 15                               | Presentadora, entrevistadora & comentarista de moda | Discovery Familia        |           |
| 2021-presente    | Deja El Chou (Podcast)                      | Presentadora, entrevistadora & comentarista de moda | Youtube - (Canal Propio) |           |
| 2020-2021        | Porque Ajá (Podcast)                        | Presentadora, entrevistadora & comentarista de moda | Youtube - (Canal Propio) |           |
| 2015-2017        | Premios Juventud                            | Presentadora, entrevistadora & comentarista de moda | Univision                |           |
| 2015-presente    | El gordo y la flaca                         | Presentadora, entrevistadora & comentarista de moda | Univision                |           |
| 2014-2019        | ¡Hola! Cinema                               | Presentadora, entrevistadora & comentarista de moda | Presentadora             | ¡Hola! TV |
| 2012             | Guarever Tudei                              | Presentadora, entrevistadora & comentarista de moda | Presentadora             | SoiTV     |
| 2010-2015 & 2017 | Miss Universo                               | Presentadora, entrevistadora & comentarista de moda | TNT                      |           |
| 2008-2011        | Lo Actual                                   | Presentadora, entrevistadora & comentarista de moda | Televen                  |           |
| 2007-2008        | Ahora venimos con todo                      | Presentadora, entrevistadora & comentarista de moda | Venevision               |           |
| 2007-2008        | Estrenos & Estrellas - Noticiero Venevisión | Presentadora, entrevistadora & comentarista de moda | Venevision               |           |
| 2006             | Miss Internacional 2006                     | Ganadora                                            | Tv Tokyo                 |           |
| 2005             | Miss Venezuela 2005                         | Candidata (Miss Venezuela Internacional)            | Venevision               |           |

## Cronología
| Predecesor: Precious Lara Quigaman Filipinas | Miss Internacional 2006           | Sucesor: · Silvia Priscila Perales Elizondo · México |
| Predecesor: María Andrea Gómez               | Miss Venezuela Internacional 2005 | Sucesor: Vanessa Peretti                             |

- Datos: Q604398